# Athyrium hohenackerianum
Athyrium hohenackerianum är en majbräkenväxtart som först beskrevs av Kze., och fick sitt nu gällande namn av Moore. Athyrium hohenackerianum ingår i släktet Athyrium och familjen Athyriaceae. Inga underarter finns listade.